# Flann O'Brien
Pour les articles homonymes, voir O'Brien.
Flann O'Brien est le nom de plume le plus courant de Brian O'Nolan, écrivain et chroniqueur irlandais de langue anglaise et irlandaise né à Strabane, dans le Comté de Tyrone, le 5 octobre 1911, mort à Dublin le 1er avril 1966.

## Biographie
Né le 5 octobre 1911 au no 17 de « The Bowling Green », une petite place de Strabane, Brian O'Nolan est le troisième fils d'Agnes Gormley et de Michael O'Nolan, deux catholiques du comté de Tyrone promoteurs de la Gaelic League. Employé des douanes, son père est muté en Écosse en 1913, puis à Inchicore, près de Dublin. En 1917, du fait des nombreux déplacements professionnels de son époux, Agnes Gormley va s'installer avec ses enfants chez ses parents, qui ne parlent que l'anglais. En 1920, la famille s'installe à Cappincur, près de Tullamore, dans le comté d'Offaly. En 1923, Michael O'Nolan est muté à l'administration centrale de Dublin et s'installe avec les siens au no 25 d'Herbert Place.
Cinquième de douze enfants, Brian s'avère dès son plus jeune âge un brillant et redoutable débatteur. Son père commence son instruction, ainsi que de celle de ses frères, avant de la confier à des précepteurs.
À l'University College de Dublin où il fait ses études, le jeune Brian O'Nolan participe à des journaux d'étudiants. En 1939 il publie sous le nom de Flann O'Brien At Swim-two-birds, un roman puzzle très avant-gardiste, recommandé par Graham Greene qui lui vaudra un certain succès d'estime, notamment auprès de Samuel Beckett et de James Joyce. Parallèlement il trouve un emploi de fonctionnaire qu'il gardera jusqu'en 1954 quand, à la suite d'une polémique politique, il sera contraint de démissionner de ses fonctions de secrétaire de nombreux ministères.

En 1939, il publie Swim-Two-Birds (At Swim-Two-Birds), un roman en irlandais qui parodie les chroniques villageoises alors à la mode. Ce roman hilarant provoque le scandale attendu et s'impose paradoxalement, au fil du temps, comme l'un des chefs-d'œuvre de la littérature irlandaise. Il termine l'écriture, l'année suivante, du roman Le Troisième Policier (The Third Policeman), un roman fantastique et parodique que O'Brien considérait comme son chef-d'œuvre. Malheureusement, le roman ne trouve pas d'éditeur. O'Brien en réutilisera certains passages dans ses romans suivants, notamment la célèbre théorie atomique de la bicyclette qui postule le mélange inéluctable, au cours du temps, des atomes du cycliste avec ceux de sa bicyclette. Somme toute déçu de l'accueil réservé à ses romans, il délaisse le genre auquel il ne revient que vingt ans plus tard avec les courts romans Une vie de chien (The Hard Life) en 1962 et L'Archiviste de Dublin (The Dalkey Archive) en 1964.
C'est en tant que chroniqueur dans l'Irish Times que Brian O'Nolan connaît de son vivant ses plus grands succès. Sous le pseudonyme de Myles na Gopaleen (les fonctionnaires n'étant pas autorisés à s'exprimer publiquement en leur nom propre), Brian signe de petits articles humoristiques qui peuvent rappeler au lecteur français ceux d'Alphonse Allais ou d'Alfred Jarry. Le personnage de Myles devient rapidement mythique pour les Dublinois.
Doté d'une santé fragile, Brian O'Nolan meurt, comble de l'ironie, le 1er avril 1966.
Romancier et chroniqueur à l'imagination débordante et dont l'humour souvent très noir est  servi par une écriture raffinée, Flann O'Brien est aujourd'hui encore une référence pour nombre d'auteurs anglo-saxons, de John Fowles à Gilbert Sorrentino.

## Œuvres

### Signées Flann O'Brien
- At Swim-Two-Birds (1939) Publié en français sous le titre Kermesse irlandaise, traduit par Henri Morisset, Paris, Gallimard, coll. « Du monde entier », 1964 (BNF 33119835) Publié en français dans une nouvelle traduction par Patrick Hersant sous le titre Swim-Two-Birds, Paris, Les Belles Lettres, 2002  (ISBN 2-251-44219-7)
- The Hard Life (1962)Publié en français sous le titre Une vie de chien, traduit par Christiane Convers, Paris, Gallimard, coll. « Du monde entier », 1972 (BNF 35212962)
- The Dalkey Archive (1964) Publié en français sous le titre L'Archiviste de Dublin, traduit par Patrick Reumaux, Paris, Granit, coll. « de la tour » no 5, 1995  (ISBN 2-86281-162-9) ; réédition, Paris, LGF, coll. « Le Livre de poche. Biblio » no 3272, 1997  (ISBN 2-253-93272-8) ; réédition, Paris, Phébus, coll. « Libretto » no 164, 2004  (ISBN 2-85940-991-2)
- The Third Policeman (écrit en 1939–1940, publié en 1968) Publié en français sous le titre Le Troisième Policier, traduit par Patrick Reumaux, Paris, Hachette, coll. « Bibliothèque anglaise », 1980  (ISBN 2-01-006779-7) ; réédition, Paris, Granit, coll. « de la tour » no 4, 1995  (ISBN 2-86281-163-7) ; réédition, Paris, LGF, coll. « Le Livre de poche. Biblio » no 3267, 1996  (ISBN 2-253-93267-1) ; réédition, Paris, Phébus, coll. « Libretto » no 129, 2003  (ISBN 2-85940-884-3)
- Slattery's Sago Saga (inachevé)
- A Bash in the Tunnel (1970)

### Nouvelles
- Faustus Kelly and Thirst Publié en français sous le titre Faustus Kelly ; suivi de La Soif, traduits par Patrick Reumaux, Marseille, Vagabonde, 2011  (ISBN 978-2-919067-02-2)

### Signées inialement Myles na gCopaleen
- An Béal Bocht (publié en irlandais en 1941), réédition en anglais sous le titre The Poor Mouth en 1973 Publié en français dans une traduction de André Verrier et Alain Le Berre sous le titre Le Pleure-misère ou la Triste histoire d'une vie de chien, Paris, éditions Le Tout sur le tout, 1984  (ISBN 2-86522-015-X) ; réédition, Toulouse, éditions Ombres, coll. « Petite bibliothèque Ombres » no 42, 1994  (ISBN 2-84142-004-3)
- The Best of Myles, MacGibbon & Kee Ltd, 1968

### Anthologies publiées en français
- Romans & chroniques dublinoises, Paris, Les Belles Lettres, 2015  (ISBN 978-2-251-44544-1) Contient les romans, les chroniques et quelques textes inédits en français